# Cosmos 1818

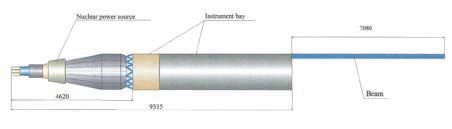
Illustrazione del satellite Cosmos 1818

Cosmos 1818 (Russo: Космос 1818) è un satellite radar per la sorveglianza oceanica (Radar Ocean Reconnaissance Satellite RORSAT) lanciato dall'Unione Sovietica il 1º febbraio del 1987. Fu posto in un'orbita molto elevata circa 800 km dalla superficie della Terra. La sua missione consisteva nel sorvegliare gli oceani per le navi militari. Il satellite ebbe una vita operativa di circa cinque o sei mesi. Era alimentato da un reattore nucleare.
Intorno al 4 luglio del 2008, Cosmos 1818 fu colpito da un oggetto oppure un tubo di raffreddamento si ruppe a causa degli stress termici causati dal continuo riscaldamento del sole. A seguito di quest'evento il satellite si frammentò in almeno 30 pezzi.

## Descrizione
Cosmos 1818 fu lanciato il 1º febbraio 1987 sul razzo Tsyklon-2 dal Baikonur Cosmodrome.Fu posto ad un'orbita di circa 800 km dalla superficie terrestre ad un'inclinazione di 65° ed un periodo di 100.6 minuti. Il suo NSSDC ID era 1987-011A, ed il suo NORAD ID era 17369. . Il satellite era alimentato dal reattore nucleare TOPAZ 1. Questo era raffreddato da sodio-potassio liquido, NaK, metallo, ed usava un moderatore di alta temperatura contenente idrogeno e carburante altamente arricchito. Produceva elettricità utilizzando un convertitore termoionico. Aveva un motore ad effetto Hall del tipo Plazma-2 SPT electric engine. A differenza del primo satellite RORSAT sovietico, Cosmos 1818 ed il suo gemello, Cosmos 1867, furono lanciati in orbite molto elevate. Questo evitò degli inconvenienti come quello occorso a Cosmos 954, che si disintegrò sul Canada nel 1978, rovesciando sulla Terra detriti radioattivi. Nel 1992, Cosmos 1818 aveva una Magnitudine apparente di 3,3.

## Dettagli dell'incidente
L'ente americano per la sorveglianza della rete spaziale (United States Space Surveillance Network) riportò che a seguito dell'incidente si formarono 30 pezzi. Questi avevano un periodo orbitale compreso tra 100,5 e 101,5 minuti. Alcuni di questi detriti sembravano sfere metalliche. Questo potrebbe essere stato causato dal liquido refrigerante sodio-potassio.
Il Generale Alexander Yakushin capo della Russian Space Forces  indicò che i detriti erano ben al di sopra della Stazione spaziale internazionale e che non avrebbero comportato alcun rischio di contaminazione radioattiva per la Terra.